# ARCADIA (Janne Da Arcのアルバム)
『ARCADIA』（アルカディア）は、日本のヴィジュアル系ロックバンド・Janne Da Arcが2004年7月7日にmotorodから発売したメジャー5枚目のオリジナルアルバムである。

## 内容
前作『SINGLES』と『ANOTHER SINGLES』から約10ヶ月ぶり、オリジナルアルバムとしては『ANOTHER STORY』から約1年5ヶ月ぶりの作品。前作同様、コピーコントロールCD規格で発売された。
今作はメジャーデビュー後としては、初のセルフプロデュースで制作された。このことについてyasuは「セルフでやりたいと推したわけじゃなく、次の作品の音楽プロデューサーは誰とやりたいか考えた時に誰もいなかったため」と語っている。また、今作ではyasuが前々からやりたかったという、ゲートリバーブの手法を初めて取り入れている。

## 収録曲
1. ACID BREATH [4:42]
作詞・作曲：yasu
編曲：Janne Da Arc
2. ROMANC∃ [4:41]
作詞・作曲：yasu
編曲：Janne Da Arc
20thシングルの表題曲。
3. Heavy Damage [3:58]
作詞：yasu
作曲：ka-yu
編曲：Janne Da Arc
歌詞はyasuの実体験で、それまで馬鹿にしていた人が、成功した途端に手の平を返した様が書かれている[1]。
ライブでは、Aメロの途中からyasuのボーカルのみ、オクターヴを上げて歌われる。
4. DOLLS [5:01]
作詞・作曲：yasu
編曲：Janne Da Arc
19thシングルの表題曲。
5. trap [4:19]
作詞：kiyo、yasu
作曲：kiyo
編曲：Janne Da Arc
6. 心の行方 [4:48]
作詞：yasu
作曲：you
編曲：Janne Da Arc
歌詞はファンレターを読んでいたyasuが、引きこもりの人が多いことを受けて代弁する気持ちで書いたという[2]。
7. ATHENS [4:26]
作曲：you
編曲：Janne Da Arc
インストゥルメンタル。
8. FREEDOM [5:11]
作詞・作曲：yasu
編曲：Janne Da Arc
17thシングルの表題曲。
9. WIZARD [4:13]
作詞：yasu
作曲：you
編曲：Janne Da Arc
10. process [4:06]
作詞：shuji、yasu
作曲：you
編曲：Janne Da Arc
shuji曰く歌詞は「バンドのこともそうだが、正直に自分のことを書いた」という[2]。
11. BLACK JACK [4:11]
作詞・作曲：yasu
編曲：Janne Da Arc
21stシングルの表題曲。
12. カーネーション [3:44]
作詞：yasu
作曲：you
編曲：Janne Da Arc
母親への感謝と愛情を書いた楽曲[2]。
13. Kiss Me [4:41]
作詞・作曲：yasu
編曲：Janne Da Arc
18thシングルの表題曲。

## 参加ミュージシャン
Janne Da Arc
- yasu：Vocal
- you：Guitar
- ka-yu：Bass
- kiyo：Keyboards
- shuji：Drums

## タイアップ
- 日本テレビ系列スポーツニュース番組『スポーツうるぐす』2004年4,5月度テーマソング (#13)